# بئاته کوخ
بئاته کوخ (آلمانی: Beate Koch؛ زادهٔ ۱۸ اوت ۱۹۶۷) پرتاب‌گر نیزه زن اهل آلمان بود.